# Triatlon a 2008. évi nyári olimpiai játékokon

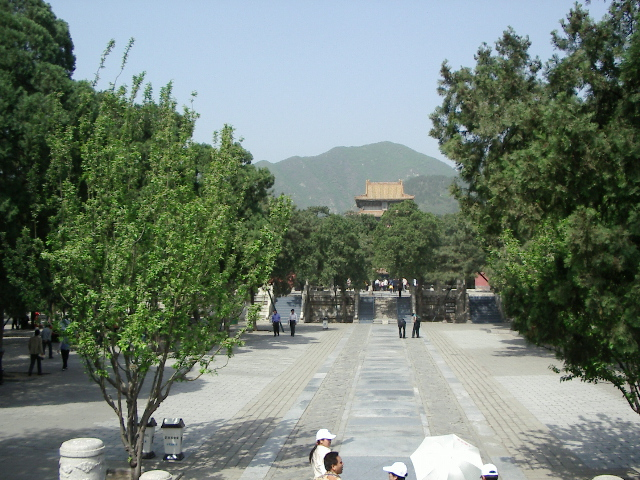
A triatlonverseny helyszíne

A 2008. évi nyári olimpiai játékokon a triatlon versenyszámát a nőknek augusztus 18-án, a férfiaknak 19-én rendezték meg Shisanlingben, a Ming-dinasztia temetkezési helyén. A verseny 1500 méter úszást, 40 kilométer kerékpározást és 10 kilométeres futást tartalmazott, amelyeket egy menetben kellett teljesíteni. 
31 ország 55 férfi és 30 ország 55 női versenyzője indult.

## Éremtáblázat
| A 2008. évi nyári olimpiai játékok éremtáblázata triatlonban | A 2008. évi nyári olimpiai játékok éremtáblázata triatlonban | A 2008. évi nyári olimpiai játékok éremtáblázata triatlonban | A 2008. évi nyári olimpiai játékok éremtáblázata triatlonban | A 2008. évi nyári olimpiai játékok éremtáblázata triatlonban | Olimpia  |
| ------------------------------------------------------------ | ------------------------------------------------------------ | ------------------------------------------------------------ | ------------------------------------------------------------ | ------------------------------------------------------------ | -------- |
|                                                              | Ország                                                       | Arany                                                        | Ezüst                                                        | Bronz                                                        | Összesen |
| 1.                                                           | Ausztrália (AUS)                                             | 1                                                            | 0                                                            | 1                                                            | 2        |
| 2.                                                           | Németország (GER)                                            | 1                                                            | 0                                                            | 0                                                            | 1        |
|                                                              |                                                              |                                                              |                                                              |                                                              |          |
| 3.                                                           | Kanada (CAN)                                                 | 0                                                            | 1                                                            | 0                                                            | 1        |
| 3.                                                           | Portugália (POR)                                             | 0                                                            | 1                                                            | 0                                                            | 1        |
|                                                              |                                                              |                                                              |                                                              |                                                              |          |
| 5.                                                           | Új-Zéland (NZL)                                              | 0                                                            | 0                                                            | 1                                                            | 1        |
|                                                              |                                                              |                                                              |                                                              |                                                              |          |
| Összesen                                                     | Összesen                                                     | 2                                                            | 2                                                            | 2                                                            | 6        |

## Érmesek
| A 2008. évi nyári olimpiai játékok érmesei triatlonban |                                               |                                                   |                                               |
| Versenyszám                                            | Arany                                         | Ezüst                                             | Bronz                                         |
| Férfi egyéni                                           | Jan Frodeno · Németország (GER) · 1:48:53.28  | Simon Whitfield · Kanada (CAN) · 1:48:58.47       | Bevan Docherty · Új-Zéland (NZL) · 1:49:05.59 |
| Női egyéni                                             | Emma Snowsill · Ausztrália (AUS) · 1:58:27.66 | Vanessa Fernandes · Portugália (POR) · 1:59:34.63 | Emma Moffatt · Ausztrália (AUS) · 1:59:55.84  |

## Magyar részvétel
- Kuttor Csaba 47. 1:55:53
- Szabó Zita 38. 2:06:45